# 鹿児島臨海トラックターミナル
鹿児島臨海トラックターミナル（かごしまりんかいトラックターミナル）は、鹿児島県鹿児島市南栄にある公共トラックターミナルである。鹿児島県共同トラックターミナル株式会社が運営する。

## 所在地
- 鹿児島市南栄四丁目11番1

## 沿革
- 1977年11月21日　供用開始

## 施設
- 施設面積　70,863平方メートル
- バース数　52バース
- 貨物取扱能力　1,300トン/日
- ヤマト運輸谷山営業所

### 付帯設備
- 給油所
- 整備工場
- 洗車場
- 食堂